# 이케지리 마유
이케지리 마유(일본어: 池尻 茉由, 1996년 12월 19일 ~ )는 일본의 여자 축구 선수이다.

## 국가대표팀 경력
그녀는 2019년 시빌리브스컵에 참가할 일본 국가대표팀에 발탁되었으며, 2월 27일 미국와의 경기에서 데뷔했다. 2019년 EAFF E-1 풋볼 챔피언십에도 출전, 우승에 기여했다. 그녀는 2020년까지 국제 A매치 통산 7경기에 출전, 2득점을 넣었다.

## 통계
| 일본 | 일본 | 일본 |
| 연도 | 출전 | 득점 |
| ---- | ---- | ---- |
| 2019 | 6    | 2    |
| 2020 | 1    | 0    |
| 통산 | 7    | 2    |